# 国際東洋医学会
国際東洋医学会（こくさいとうよういがっかい、英称：International Society of Oriental Medicine、英略称：ISOM）は、東洋医学に関わる国際学術団体。1975年に発足。本部は大韓民国ソウル特別市江西区にある。

## 概要
1975年にアメリカ合衆国ラスベガスで開催された第4回国際鍼灸学会にて、出席した韓国の代表らが中心となって鍼灸やハーブ療法を含む東洋医学全般を対象とする学術団体として結成された。会員は主に東洋医学に関わる医学者、医師であり、理事会は韓国、日本、台湾の各支部から選出される理事にて構成されている。主な活動として、1976年から2007年までに5カ国において14回の学術集会を開催、東洋医学の研究開発及び国際交流を進めている。

## 関連記事
- 漢方医学
- 伝統中国医学
- 韓医学
- 漢方薬
- 鍼灸